# Rudolph Dirks
Rudolph Dirks   (Heide, 26 de febrer de 1877 - Nova York, 20 d'abril de 1968) va ser un dels primers i més destacats dibuixants de còmics, conegut per The Katzenjammer Kids (més tard conegut com The Captain and the Kids).

## Biografia
Dirks va néixer a Heide, Alemanya, de Johannes i Margaretha Dirks. Quan tenia set anys, el seu pare, un tallador de fusta, va traslladar la família a Chicago, Illinois. Després d'haver venut diverses caricatures a revistes locals, Rudolph es va traslladar a la ciutat de Nova York i va trobar feina com a dibuixant. El seu germà petit Gus aviat va seguir el seu exemple. Va ocupar diverses feines com a il·lustrador, que van culminar amb un càrrec al New York Journal de William Randolph Hearst.
La guerra de circulació entre el Journal i el New York World de Joseph Pulitzer estava en plena expansió. The World va tenir un gran èxit amb la característica del dominical a tot color, Down in Hogan's Alley, més coneguda com Yellow Kid, a partir de 1895. L'editor Rudolph Block va demanar a Dirks que desenvolupés un còmic dominical basat en el conte de Wilhelm Busch, Max i Moritz. Quan Dirks va presentar els seus esbossos, Block els va anomenar The Katzenjammer Kids, i la primera tira va aparèixer el 12 de desembre de 1897. Gus Dirks va ajudar el seu germà amb The Katzenjammer Kids durant els primers anys fins al seu suïcidi el 10 de juny de 1902.

## Icones de tira còmica
Dirks va fer contribucions substancials al llenguatge gràfic de les tires còmiques. Encara que no va ser el primer a utilitzar panells seqüencials o globus de parla, va influir en la seva adopció més àmplia. També va popularitzar icones com les línies de velocitat, "veure estrelles" per al dolor i "serrar fusta" per roncar.
Com a passatemps, Dirks va produir pintures serioses associades a l'escola Ashcan. Com molts dels seus col·legues dibuixants, era un àvid golfista. Dirks va passar progressivament les seves funcions de dibuixant al seu fill John Dirks, que es va fer càrrec de The Captain and the Kids al voltant de 1955. El major Dirks va morir a la ciutat de Nova York el 1968.